# Улица Кишэзера
Улица Ки́шэзера (латыш. Ķīšezera iela) — улица в Северном районе Риги.
Пролегает в северо-восточном направлении от развязки с улицей Гауяс и Густава Земгала гатве до улицы Эзермалас. Общая длина улицы — 1287 метров. На всём протяжении служит границей между историческими районами Чиекуркалнс и Межапаркс, однако застроена лишь нечётная (правая) сторона улицы, относящаяся к Чиекуркалнсу.
На всём протяжении покрыта асфальтом. Движение по улице двустороннее. По всей улице проходит маршрут автобуса № 48, на перекрёстке с улицей Эзермалас есть остановка «Ķīšezera iela». Вдоль улицы, от её начала до пересечения с проспектом Кокнесес, проходит также линия трамвая № 11.
Улицу Кишэзера планируется включить в состав первого этапа проектируемого Северного транспортного коридора.

## История
Улица проложена в 1902 году, первоначально под названием Плеттенбергская (латыш. Pletenberga iela, нем. Plettenbergstraße) — в честь Вальтера фон Плеттенберга, магистра Ливонского ордена в 1494—1535 годах. В 1923 году улица получила современное название; других переименований не было.
Первоначально улица Кишэзера начиналась от железнодорожной линии Рига — Милгравис (от нынешнего Брасовского моста), но в 1932 (по другим данным — в 1937) году западная часть улицы Кишэзера была отнесена к улице Гауяс.

## Прилегающие улицы
Улица Кишэзера пересекается со следующими улицами:
- улица Гауяс
- Густава Земгала гатве
- улица Русова
- проспект Кокнесес
- улица Кадагас
- улица Эзермалас